# WNB Golf Classic
De WNB Golf Classic is een golftoernooi in de Verenigde Staten dat deel uitmaakt van de Web.com Tour. Het toernooi werd opgericht in 1992 als het Permian Basin Open en wordt sindsdien telkens gespeeld op de Midland Country Club in Midland, Texas. Anno 2007 werd de naam Permian Basin Open hernoemd tot de huidige naam.

## Winnaars
| Jaar                               | Winnaar                      | Score                        | Score                        | Info                                                                   |
| Ben Hogan Permian Basin Open       | Ben Hogan Permian Basin Open | Ben Hogan Permian Basin Open | Ben Hogan Permian Basin Open | Ben Hogan Permian Basin Open                                           |
| ---------------------------------- | ---------------------------- | ---------------------------- | ---------------------------- | ---------------------------------------------------------------------- |
| 1992                               | Taylor Smith                 | 204                          | –12                          |                                                                        |
| Nike Permian Basin Open            |                              |                              |                              |                                                                        |
| 1993                               | Franklin Langham             | 202                          | –14                          | Won de play-off van Doug Martin                                        |
| 1994                               | Bruce Vaughan                | 269                          | –19                          |                                                                        |
| 1995                               | Hugh Royer III               | 275                          | –13                          |                                                                        |
| 1996                               | Michael Christie             | 270                          | –18                          |                                                                        |
| 1997                               | Paul Gow                     | 267                          | –21                          |                                                                        |
| 1998                               | Stiles Mitchell po           | 276                          | –12                          | Won de play-off van Woody Austin en Jeff Barlow                        |
| 1999                               | David Berganio Jr.           | 269                          | –19                          |                                                                        |
| Buy.com Permian Basin Open         |                              |                              |                              |                                                                        |
| 2000                               | Kevin Johnson                | 268                          | –20                          |                                                                        |
| 2001                               | Chad Campbell                | 264                          | –24                          |                                                                        |
| Permian Basin Open                 |                              |                              |                              |                                                                        |
| 2002                               | Tag Ridings po               | 272                          | –16                          | Won de play-off van Mark Hensby                                        |
| Permian Basin Charity Golf Classic |                              |                              |                              |                                                                        |
| 2003                               | D.J. Brigman                 | 272                          | –16                          |                                                                        |
| 2004                               | Charley Hoffman po           | 282                          | –6                           | Won de play-off van Jeff Gove en Craig Lile                            |
| 2005                               | Kris Cox                     | 270                          | –18                          |                                                                        |
| 2006                               | Brandt Snedeker po           | 272                          | –16                          | Won de play-off van Aron Price                                         |
| WNB Golf Classic                   |                              |                              |                              |                                                                        |
| 2007                               | Brad Adamonis po             | 278                          | –10                          | Won de play-off van Tjaart van der Walt, Vance Veazey en Ron Whittaker |
| 2008                               | Marc Leishman                | 267                          | –21                          |                                                                        |
| 2009                               | Garrett Willis               | 268                          | –20                          |                                                                        |
| 2010                               | Nate Smith                   | 270                          | –18                          |                                                                        |
| 2011                               | Danny Lee po                 | 270                          | –18                          | Won de play-off van Harris English                                     |
| 2012                               | Luke Guthrie                 | 271                          | –17                          |                                                                        |
| 2013                               | Alex Aragon                  | 272                          | –16                          |                                                                        |
| 2014                               | Michael Putnam               | 196                          | –20                          | 54-holes (regenweer)                                                   |

| Toernooirecord |  | po = winnaar na play-off |

## Trivia
- Baanrecord: 62 (Kevin Johnson, 1997; Dicky Thompson, 1999; Guy Boros, Todd Barranger, 2000)